# Lagoptera renalis
Lagoptera renalis là một loài bướm đêm trong họ Erebidae.